# Lager

Localizzazione dei principali lager nazisti in Europa

Lager è un termine tedesco che indica cumulativamente i campi di concentramento (in tedesco: Konzentrationslager, abbreviato in KL o KZ), i campi di sterminio (in tedesco: Vernichtungslager) e i campi di lavori forzati (in tedesco: Arbeitslager) creati nella Germania nazista. Organizzato in modo abbastanza improvvisato dalle formazioni paramilitari del NSDAP subito dopo la presa del potere nel 1933 di Adolf Hitler per la repressione degli oppositori politici (comunisti, socialdemocratici, obiettori di coscienza), a partire dal 1934-36 il sistema dei campi venne riorganizzato e potenziato passando completamente sotto il controllo delle SS di Heinrich Himmler inserito nella grande struttura burocratica del RSHA.
Durante la seconda guerra mondiale il sistema concentrazionario tedesco, che passò alle dipendenze del WVHA, il nuovo ente delle SS incaricato di sfruttare anche economicamente con il lavoro forzato i detenuti dei lager, si estese ulteriormente in modo impressionante su gran parte dell'Europa occupata dalla Germania nazista, e, sotto la guida amministrativa dei generali SS Oswald Pohl e Richard Glücks, mise in atto con spietata efficienza i programmi del Terzo Reich di asservimento e annientamento di milioni di persone di etnie ritenute inferiori, dei prigionieri di guerra sovietici, degli oppositori politici, di altre categorie di indesiderati (zingari, omosessuali, apolidi, testimoni di Geova); soprattutto nel sistema dei lager, in particolare nei sei campi di sterminio, venne sviluppato e attuato l'annientamento della popolazione ebraica presente nei territori europei dominati dalla Germania nazista.
Il termine Lager in tedesco significa sia "campo" sia "magazzino": si scelse quella parola quindi per significare che quello era un luogo in cui esercitare una stretta sorveglianza su un considerevole numero di individui, chiamati "pezzi".
I guardiani dei lager erano i reparti SS-Testa di morto (SS-Totenkopfverbände), che sfruttavano la collaborazione dei kapò e, nei campi di sterminio, dei Sonderkommando.

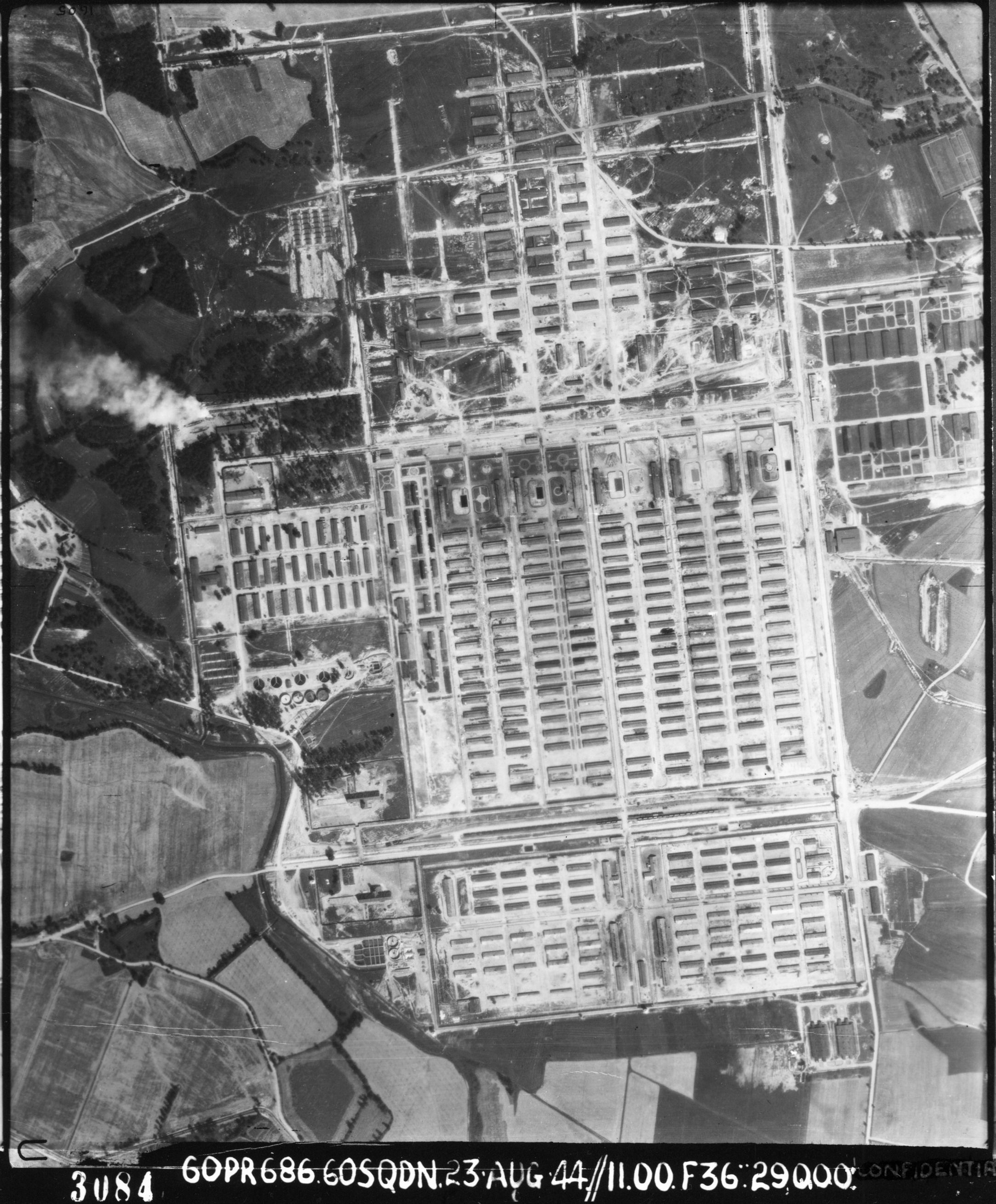
Auschwitz, 1944, foto aerea di ricognizione della Royal Air Force. È chiaramente visibile il fumo del forno crematorio

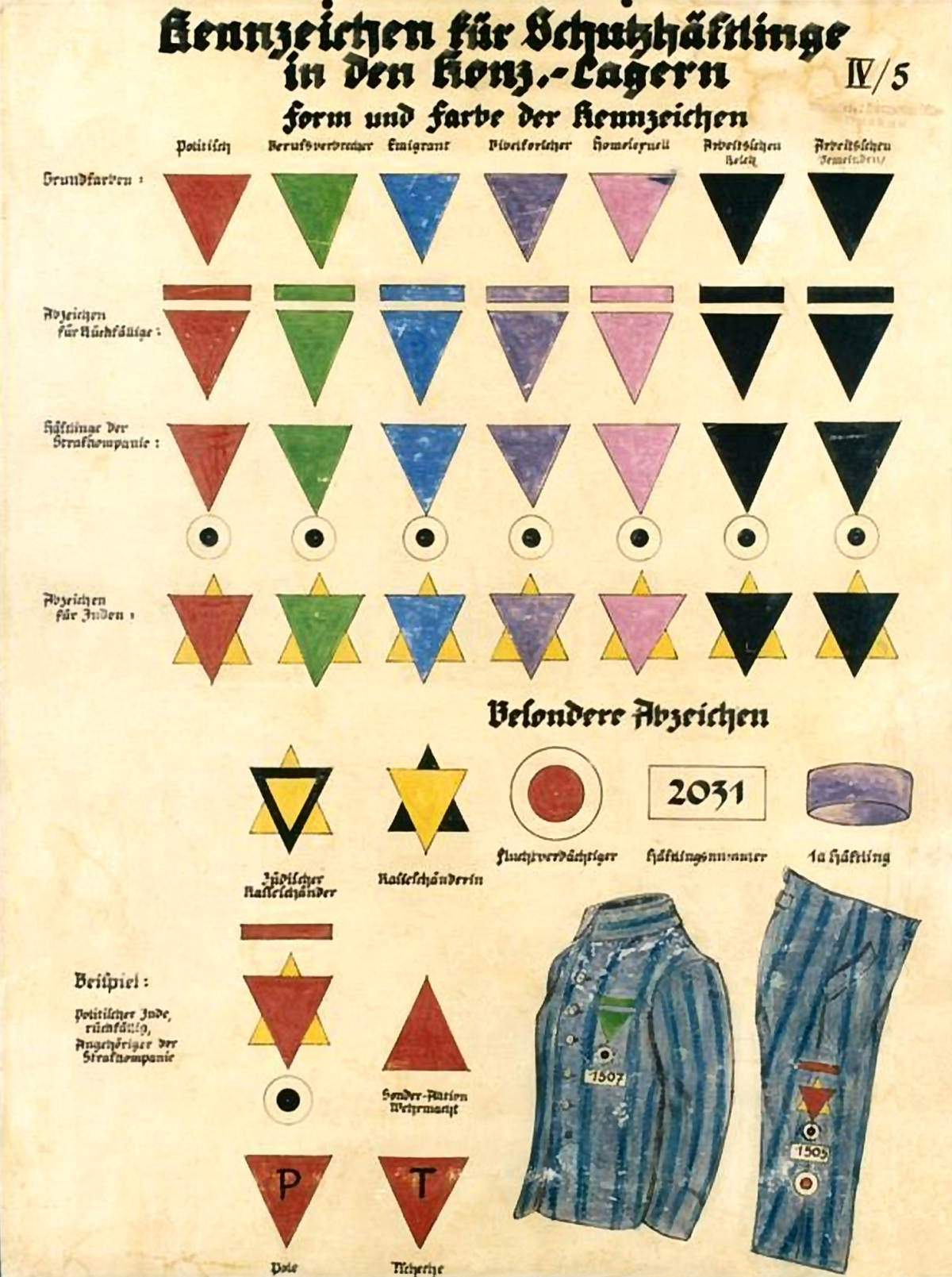
Contrassegni di classificazione dei detenuti

Il governo tedesco dal 1933 al 1945, fece costruire 20 000 lager. I più noti campi di concentramento in Germania, Austria e Polonia furono quelli di Auschwitz, Buchenwald, Birkenau, Dachau, Mauthausen. I lager in Italia furono il Ferramonti, la Risiera di San Sabba, il campo di Fossoli, e altri a Bolzano, a Borgo San Dalmazzo, a Grosseto e in Puglia.
Il numero di vittime dei lager costituiti dalla Germania nazista durante il suo periodo di predominio in Europa supera quasi certamente i sei milioni, questo numero prende in considerazione le vittime ebree, ma bisogna tenere a mente che le vittime dei lager appartenevano anche a numerosi altri gruppi minoritari e non, come i rom, i comunisti, i socialisti, gli omosessuali e molti altri.

## Il modello dei lager tedeschi
I lager furono istituiti, quasi, fin dal momento in cui i nazisti assunsero il potere. Dachau, il primo, fu creato da Heinrich Himmler il 20 marzo 1933, come luogo in cui concentrare e detenere comunisti, socialdemocratici e altri presunti "nemici politici tedeschi".
Questi "nemici" furono arrestati in numero considerevole dopo il decreto d'emergenza della "custodia protettiva" emanato il 28 febbraio. Dachau, dopo una fase iniziale di brutalità visionaria da parte dell'amministrazione delle SS e proprio in virtù di questa, divenne il campo di concentramento modello, su cui costruire tutti gli altri.
Hitler conferì ai lager lo status di "unità amministrative legalmente indipendenti sottratte al codice penale e ai comuni procedimenti giudiziari". Dalla metà degli anni Trenta le categorie degli internati furono estese a comprendere persone considerate "criminali abituali", "elementi antisociali" (prostitute, mendicanti, zingari, alcolisti, trasgressori delle leggi, psicopatici), "omosessuali", "testimoni di Geova" ed "ebrei" (questi ultimi soprattutto dopo il pogrom della Notte dei cristalli del 9/10 novembre 1938).
La teoria legale e sociale dei lager, quale fu formulata nel 1936, aveva una distinta sfumatura "biologica e terapeutica". Werner Best, consigliere legale di Himmler, identificò il "principio politico del totalitarismo" col "principio ideologico della comunità nazionale organicamente indivisibile" e dichiarò che "ogni tentativo di procurare un riconoscimento a idee politiche diverse o addirittura di sostenerle, sarà stroncato nel modo più spietato, come sintomo di una malattia che minaccia l'unità sana dell'organismo nazionale indivisibile".
Iniziò così l'eutanasia dei disabili, detto Programma T4, al Castello di Hartheim interno ai lager, cui si affiancava il famoso "trattamento speciale" e l'"operazione 14F13".
In Italia lo sterminio dei disabili incominciò nei manicomi di Venezia, l'11 ottobre 1944.

## Lavoro forzato e annientamento

### WVHA e IKL

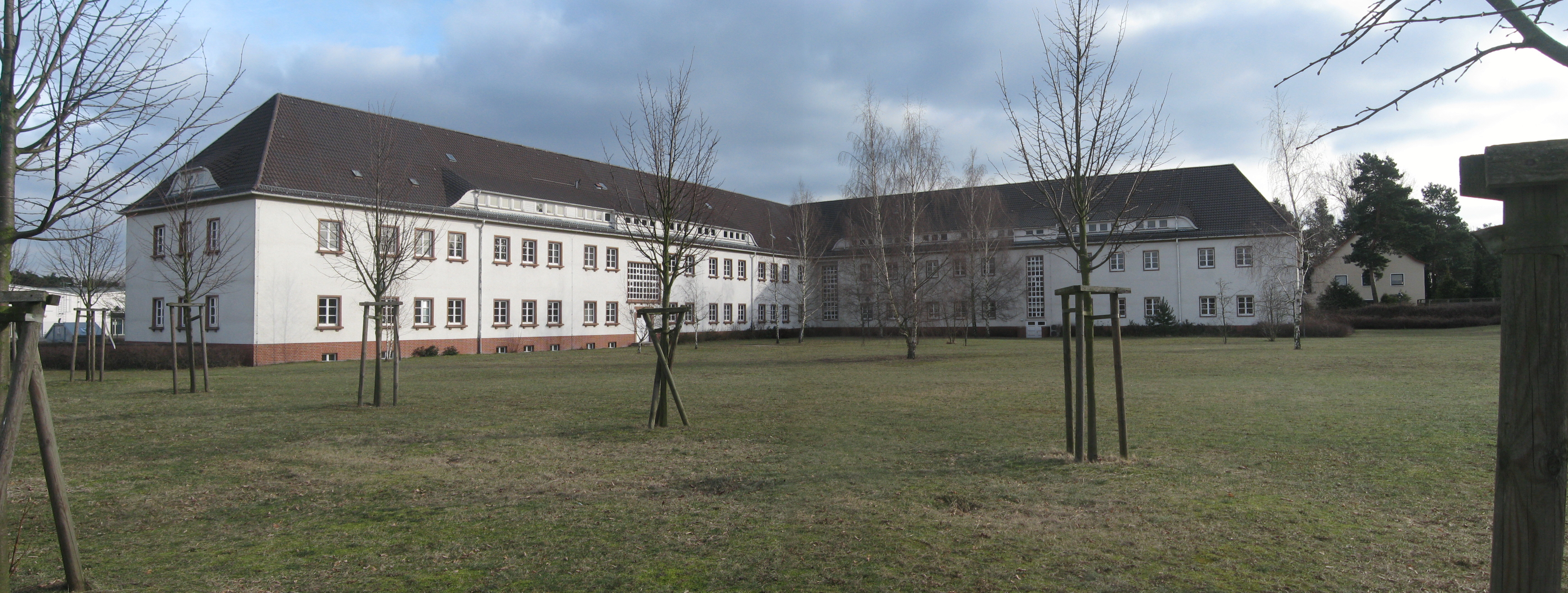
Il quartier generale dell'Ispettorato dei campi di concentramento (Inspektion der Konzentrationlager, IKL) nel "edificio a T" a Oranienburg

La storia del sistema concentrazionario della Germania nazista ebbe una svolta decisiva all'inizio del 1942 in conseguenza del peggioramento della situazione militare del Terzo Reich su tutti i fronti e della decisione di Hitler di riorganizzare completamente e potenziare la mobilitazione economica e la produzione di armamenti. Hitler assegnò quindi ad Albert Speer, nuovo ministro degli armamenti, e a Fritz Sauckel, plenipotenziario della mobilitazione del lavoro, la principale responsabilità dei nuovi piani di accelerazione dello sviluppo della produzione bellica. Queste nuove nomine sembravano mettere in pericolo il sistema di potere delle SS e Himmler, temendo di perdere il controllo dello sfruttamento economico dei KL, si affrettò a costituire, con il decreto esecutivo del gennaio 1942, una nuova grande struttura amministrativa delle SS per gestire tutti gli aspetti operativi, amministrativi ed economici delle SS.
Venne quindi creato l'Ufficio centrale economico e amministrativo delle SS, SS-Wirtschafts- und Verwaltungshauptamt, abbreviato come WVHA, sotto la direzione dell'energico e ambizioso generale SS Oswald Pohl. Il 16 marzo 1942, un secondo decreto di Himmler incorporò nel WVHA anche il vecchio Ispettorato dei campi di concentramento (Inspektion der Konzentrationlager, IKL) diretto sempre dal generale SS Richard Glücks; Himmler ottenne l'approvazione di Hitler al suo programma di riorganizzazione dei campi all'interno di una struttura burocratica superiore allo scopo di sfruttare economicamente il lavoro forzato dei prigionieri per lo sforzo bellico della Germania.

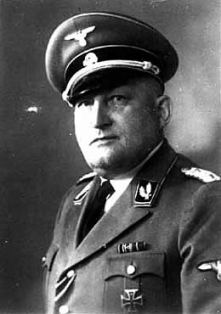
Il generale SS Richard Glücks, direttore del gruppo D del WVHA e Ispettore del campi di concentramento (IKL)

Sotto la direzione di Pohl, che godeva della confidenza e della fiducia di Himmler con cui aveva frequenti contatti, il WVHA divenne rapidamente una enorme struttura amministrativa con responsabilità e competenze estese su tutta l'Europa nazista e su tutte le ramificazioni delle SS. Il WVHA, la cui sede centrale si trovava a Berlino-Lichterfelde, era suddiviso in cinque reparti subordinati indicati con lettere dell'alfabeto: il gruppo (Amtsgruppe) A, diretto dal generale Fanslau, amministrava il personale, i bilanci e i fondi assegnati ai campi; il gruppo B, generale Lorner, si occupava del vestiario, alloggi e vettovagliamento delle SS e dei prigionieri, il gruppo C, diretto dal generale Hans Kammler, controllava i progetti costruttivi e avrebbe svolto un ruolo importantissimo nella costruzione degli edifici dei campi, compresi i crematori e le camere a gas; il gruppo W, sotto la direzione personale dello stesso Pohl, controllava tutte le società delle SS che sfruttavano il lavoro forzato e che gestivano circa trenta società economiche con una manodopera costituita da circa 40.000 lavoratori forzati; infine c'era il gruppo D (Amtsgruppe D), il vecchio Ispettorato dei campi di concentramento (IKL), sotto la direzione del generale Glücks, che dalla vecchia centrale nel "edificio a T" situato a Oranienburg, dirigeva tutte le strutture del sistema concentrazionario nazista.
Lo Amtsgruppe D di Glücks era costituito da un centinaio di dipendenti, in grande prevalenza maschi, tra cui 19 ufficiali SS, impegnati nel lavoro con turni estenuanti fino alla tarda serata e alla notte; il vecchio ispettorato era costituito da quattro uffici indicati burocraticamente con numeri romani. Il D I, diretto dal principale collaboratore di Glücks, Arthur Liebehenschel, controllava tutti i dati statistici amministrativi sulla popolazione dei campi, riguardo a trasferimenti, decessi, rilasci; esso inoltre trasmetteva le disposizioni operative delle autorità e controllava le uccisioni e le operazioni di sterminio nei campi, compreso Auschwitz. Il generale Glücks trasmetteva i dati al superiore gerarchico Oswald Pohl. Il D II, diretto da Gerhard Maurer si occupava dell'assegnazione della manodopera per il lavoro forzato nei campi e controllava le statistiche sui prigionieri non più abili e sulla distribuzione dei detenuti; il D III, sotto la direzione del dottor Lolling, si occupava dei problemi sanitari e forniva dati aggiornati su malattie e morti tra i prigionieri; infine il D IV, diretto prima da Anton Kaindl e poi da Wilhelm Burger, controllava alcuni aspetti amministrativi riguardo ai fondi e agli alloggiamenti.
La costituzione del WVHA ebbe una profonda influenza sul sistema concentrazionario nazista; anche se la struttura burocratica amministrativa apparentemente non aveva subito variazioni rilevanti, mentre i capi dei vari dipartimenti provenivano dal vecchio ispettorato diretto da Glücks che avrebbe mantenuto fino al termine della guerra la guida del IKL, in realtà ormai era Oswald Pohl in persona che, attivo, energico e determinato, dirigeva tutta la gigantesca organizzazione, si manteneva in contatto costante con Glücks e prendeva tutte le decisioni operative più importanti. Pohl si recava frequentemente sul posto e ispezionava i campi principali: per almeno quattro volte tra il 1942 e il 1944 egli visitò Auschwitz. Pohl inoltre ridusse sempre più il potere di Glücks all'ispettorato e favorì l'ascesa a mansioni direttive sempre più importanti di Gerhard Maurer che, molto più giovane e attivo, soppiantò il suo superiore al IKL. Maurer, capo dell'ufficio D II responsabile della manodopera, divenne l'organizzatore e il dirigente con vasti poteri del sistema del lavoro schiavistico nei campi; egli manteneva un accesso diretto a Pohl e gestiva i rapporti con le altre istanze naziste interessate alla forza lavoro e alla produzione come l'industria privata e il potente ministro Speer.

### Olocausto
Nella famosa Conferenza di Wannsee del 20 gennaio 1942, Reinhard Heydrich aveva delineato gli obiettivi radicali della Germania nazista riguardo al "problema ebraico" e aveva cercato di coordinare con i rappresentanti delle altre istanze amministrative del Reich il programma sistematico di deportazione degli ebrei verso est dove avrebbero dovuto subire un "annientamento attraverso il lavoro". Non vennero delineati nel dettagli i concreti aspetti operativi di questo programma ma in ogni caso non si parlò affatto durante la conferenza di un ruolo cruciale dei campi di concentramento nella soluzione finale del problema ebraico ed effettivamente nessun rappresentante del sistema amministrativo dei KL partecipò all'incontro del 20 gennaio 1942.
Il sistema dei campi non aveva partecipato fino a quel momento alle varie azioni intraprese dalla Germania nazista per l'eliminazione degli ebrei dall'Europa; le iniziative naziste di identificazione, espropiazione e ghettizzazione non avevano coinvolto le strutture amministrative e direttive dei KL, mentre i primi programmi di annientamento fisico degli ebrei che erano già in corso dalla seconda metà del 1941 erano state attivate nei territori dell'est occupati dai cosiddetti einsatzgruppen delle SS con procedure affrettate e confuse. Dalla fine del 1941 era in fase di organizzazione un sistema più organico di campi espressamente studiati per attivare lo sterminio degli ebrei che tuttavia non rientrava amministrativamente nelle competenze dell'Ispettorato dei campi di concentramento.
L'8 dicembre 1941 entrò in funzione a Chełmno il primo campo attrezzato con i cosiddetti gaswagen, furgoni equipaggiati con dispositivi per l'uccisione dei prigionieri con i gas di scarico; il centro di sterminio, dove in quattro mesi furono uccisi 50.000 ebrei polacchi del Ghetto di Łódź, era gerarchicamente dipendente dal gauleiter del Wartheland Arthur Greiser. Contemporaneamente erano in preparazione e organizzazione le strutture di annientamento per un programma molto più vasto di eliminazione fisica di tutti gli ebrei concentrati nel Governatorato Generale. Le prime indicazioni esplicite della decisione nazista di procedere allo sterminio degli ebrei d'Europa risalgono all'estate-autunno 1941: in questo periodo Himmler discusse con il dottor Ernst-Robert Grawitz, Reichsarzt delle SS, le possibilità tecniche di annientamento in massa attraverso l'impiego dei gas; il 10 ottobre 1941 Heydrich affermò nel corso di una riunione dei dirigenti del RSHA che Hitler aveva preso la decisione di eliminare in ogni modo tutti gli ebrei dall'Europa nazista, mentre alla fine del mese di ottobre Erhard Wetzel, dirigente del ministero per i territori dell'Est, scrisse che l'esperto dell'impiego dei gas del programma eutanasia Viktor Brack avrebbe applicato le sue tecniche di annientamento nei territori orientali e che bisognava "finirla con questi ebrei". In questo stesso periodo ebbero inizio i lavori di costruzione dei campi speciali per l'attuazione dei piani di sterminio, mentre venivano attivate le prime procedure per la deportazione in massa verso est degli ebrei dell'Europa occidentale, meridionale e centrale; a marzo 1942 iniziarono i primi trasporti ferroviari dalla Francia e dalla Slovacchia verso il Governatorato Generale.
I tre nuovi campi destinati a ricevere e sterminare i deportati e tutti gli ebrei concentrati nel Governatorato Generale erano in costruzione nei distretti di Lublino e di Varsavia e non dipendevano amministrativamente dal sistema dei KL di Pohl e Glucks. Le nuove strutture furono edificate a Bełżec, dove i lavori iniziarono a novembre 1941, a Sobibór a partire dal febbraio 1942, e a Treblinka dal maggio 1942. I lavori vennero completati rapidamente; a marzo 1942, mentre prendevano avvio le deportazioni degli ebrei dall'Europa, entrò in funzione il campo di Bełżec: a maggio divenne operativo il campo di Sobibór, infine a luglio 1942 venne attivato il campo di Treblinka. Nello stesso mese era ormai completamente in azione la macchina dello sterminio degli ebrei dei ghetti del Governatorato Generale che venivano rapidamente svuotati con la deportazione e l'annientamento nei nuovi campi; la cosiddetta Aktion Reinhard era in piena attività e dispiegava una terribile efficienza distruttiva. Himmler assegnò la direzione delle operazioni di sterminio nei tre nuovi campi in Polonia al SS-Brigadeführer Odilo Globočnik, capo della Polizia e delle SS del distretto di Lublino; personaggio ambiguo e spietato dalla reputazione discutibile, Globocnik mostrò estrema determinazione e ferocia nell'esecuzione del compito che egli assolse con pieno successo con la collaborazione di Hermann Höfle e soprattutto di Christian Wirth, già esperto delle azioni di annientamento con gas del programma eutanasia, che prima diresse l'attivazione del campo di Bełżec e quindi prese il controllo operativo di tutti e tre i campi della Aktion Reinhard.

### La funzione del lager all'interno di una struttura totalitaria nell'analisi di Hannah Arendt
Un'approfondita analisi sui lager ci viene offerta da Hannah Arendt nella sua opera "Le origini del totalitarismo". In questo testo la Arendt scrive che i lager servono al regime totalitario come test di laboratorio, per la verifica della sua pretesa di dominio assoluto sulla persona umana in generale. Il dominio totale, anche della popolazione tedesca in generale, mira a cancellare l'individualità del singolo, che deve andare a costituire un anonimo corpo unico, la massa.
Affinché i singoli, dalle infinite individualità e diversità, possano divenire una massa, è necessario che ogni persona sia ridotta a un'immutabile identità di reazioni comuni, in modo che ciascuno di questi fasci di reazioni possa essere scambiato con qualsiasi altro.
I lager servono, oltre che a sterminare e a degradare gli individui, a compiere l'orrendo esperimento di eliminare, in condizioni scientificamente controllate e controllabili, la spontaneità stessa come espressione del comportamento umano e di trasformare l'uomo in oggetto.
I lager sono, oltre che "la società la più totalitaria mai realizzata", l'ideale sociale che guida il potere totalitario. Come la stabilità del regime dipende dall'isolamento del suo mondo fittizio dall'esterno, così l'esperimento di dominio totale nei lager, richiede che questi siano ermeticamente chiusi agli sguardi del mondo di tutti gli altri, del mondo dei viventi liberi in genere.
Quindi, le sorti del dominio totalitario sono legate all'esistenza dei lager, perché questi sono la vera istituzione centrale del potere totalitario. Eppure, nella storia ci sono state quasi sempre guerre di aggressione; il massacro delle popolazioni nemiche dopo la vittoria continuò inesorabile finché venne un po' frenato dal romano "parcere subiectis" (per risparmiare); per secoli lo sterminio dei popoli indigeni andò di pari passo con la colonizzazione delle Americhe, dell'Australia e dell'Africa; la schiavitù è una delle più antiche istituzioni contro l'umanità e tutti gli imperi antichi erano basati sul lavoro degli schiavi statali che erigevano i loro edifici pubblici. Neppure i lager sono un'invenzione originale, poiché essi apparvero per la prima volta durante la Guerra boera, all'inizio del secolo, e continuarono a essere usati in Sudafrica come in India per gli "elementi indesiderabili".
Questi campi corrispondevano per molti aspetti a quelli del regime totalitario; essi accoglievano i "sospetti" che non si potevano condannare con un processo normale mancando il reato.
Secondo Emilio Gentile, la tesi di Hannah Arendt sulle origini del totalitarismo, non convince perché per la studiosa tedesca un regime non si poteva defìnire totalitario senza il terrore e un dittatore dalla mente criminale.

### Depersonalizzazione, assassinio e sterminio amministrativo di massa
Che senso può assumere il concetto di "assassinio" quando ci troviamo a dover parlare di una produzione in massa di cadaveri?
Un uomo può essere ucciso e distrutto nell'anima, senza che debba necessariamente essere ucciso fisicamente: "la cosa veramente da comprendere è che "l'anima" può essere distrutta anche senza distruggere l'uomo fisico, che umanità, carattere e individualità sembrano in certe circostanze, manifestarsi soltanto nella rapidità o lentezza con cui si disintegrano. Il risultato finale è in ogni caso costituito da uomini senz'anima, uomini che non possono più essere compresi psicologicamente, e il cui ritorno al mondo umano psicologicamente o altrimenti intelligibile somiglia da vicino alla resurrezione di Lazzaro".
A questo proposito può ritenersi indicativo il concetto di "Nacht und Nebel" (col favore della notte e della nebbia) sotto la cui denominazione i nazisti, con la precisione e il rigore che li ha caratterizzati fino alla fine, erano soliti registrare le loro operazioni nei lager. La radicalità delle misure intese a trattare gli uomini come se non fossero mai esistiti, facendoli sparire nel senso letterale della parola, non è spesso avvertita a prima vista, perché il sistema nazista, come anche quello staliniano, non è uniforme, ma consiste di una serie di categorie in virtù delle quali le persone sono trattate in modo diverso.
Nel caso dei lager nello specifico, la separazione delle categorie era interna allo stesso campo, ed esse non venivano mai a contatto l'una con l'altra: così, spesso, la separazione fra i prigionieri era più rigorosa dell'isolamento dal mondo esterno.

### Sterminio anonimo e anonimico amministrativo di massa
Il vero orrore dei campi di concentramento e sterminio sta nel fatto che gli internati, anche se per caso riescono a rimanere in vita, sono tagliati fuori dal mondo dei vivi più efficacemente che se fossero morti, perché il terrore impone l'oblio. Qui l'omicidio è impersonale quanto lo schiacciamento di una zanzara. Non ci sono, dunque, paralleli con la vita nei campi di concentramento. L'orrore che ne deriva non può mai essere pienamente percepito dall'immaginazione umana, perché rimane al di fuori della vita e della morte. Esso non può mai essere pienamente descritto, perché il superstite ritorna al mondo dei vivi che gli impedisce di credere completamente nelle sue esperienze passate. Chi uccide materialmente, poi, diventa solo parte dell'ingranaggio.
Le SS che imperavano nei lager, come i soldati del Battaglione 101, perdevano essi stessi la propria personalità per diventare veri meccanismi anonimi e anonimici di un ingranaggio enormemente più grande di loro. Da qui la paura, talvolta denunciata durante i processi, di disobbedire; da qui l'"obbedivo agli ordini perché ne ero obbligato"; da qui il "se non l'avessi fatto io, l'avrebbe comunque fatto un altro e io sarei probabilmente morto insieme ai miei cari"; da qui, forse, l'impossibilità di vedere una piccola cosa lapalissiana: nessun meccanismo funziona senza che tutti gli ingranaggi funzionino alla perfezione. E, forse, non si può funzionare alla perfezione come ingranaggi, se non si vuole essere tali. Altra questione è poi il rapporto tra coscienza, responsabilità e colpa di fronte all'immagine dell'inferno nazista.

### Funzionalità o disfunzionalità economica dei lager

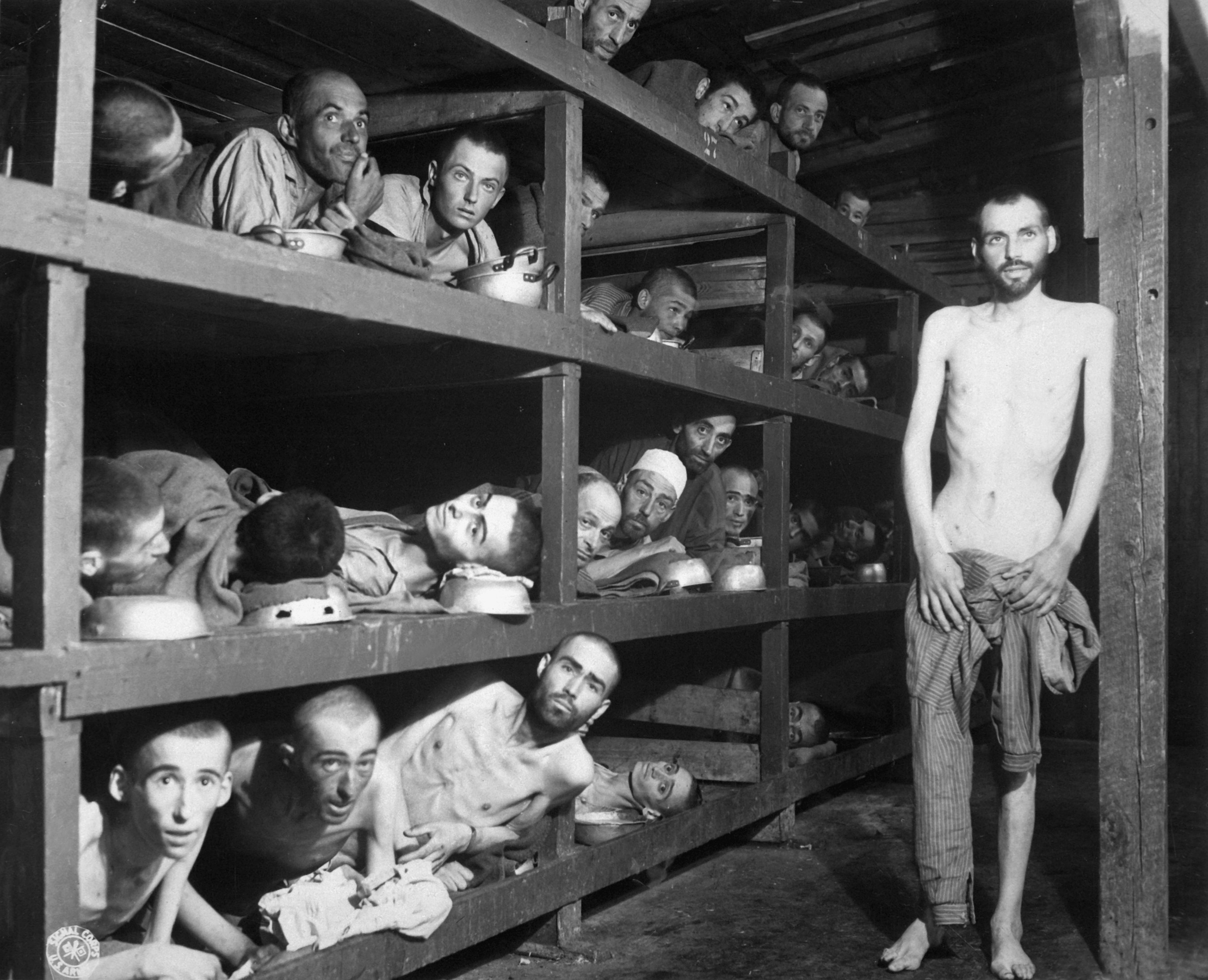
Lavoratori schiavi ebrei nel campo di concentramento di Buchenwald. La settima persona da sinistra della seconda fila è Elie Wiesel, Premio Nobel per la pace nel 1986.

La forza economica delle SS era basata essenzialmente sulla forza lavoro dei campi di concentramento.
Un elemento molto controverso fra gli studiosi, è la disfunzionalità economica dei lager. Infatti, se prendiamo qualunque manuale di Storia della Germania e cerchiamo di capire i motivi economici che avrebbero potuto spingere il Reich alla costruzione dei campi, ci accorgiamo senza troppe difficoltà che la deportazione fu un vero e proprio business. Le industrie più famose (dalla I.G. Farben, alla OSRAM, alla Bayer; la Bayer, nella cui fabbrica furono costretti ai lavori forzati centinaia di deportati, produsse il letale gas Zyklon B, usato per lo sterminio di milioni di ebrei, nelle camere a gas; alla Messerschmitt (azienda), alla stessa Organizzazione Todt solo per citarne alcune), traevano un profitto considerevole dalla deportazione. Le fabbriche private, che costituivano la maggior parte degli "acquirenti" dei deportati, pagavano, generalmente, circa tre marchi giornalieri a operaio per una giornata lavorativa di dodici ore. Questi soldi, una cifra irrisoria rispetto ai soldi che avrebbero dovuto sborsare per un operaio civile, non erano pagati ai deportati, come sembra ovvio, ma alle SS.
Considerando che un deportato di sesso femminile veniva a costare quotidianamente al Reich all'incirca un marco e 22 centesimi, mentre un deportato di sesso maschile costava un marco e 34 centesimi, i conti sono facilmente ottenibili. Il profitto medio per ogni deportato maschio giornaliero per il Reich è di circa due marchi e 16 centesimi, mentre il profitto per ogni deportato donna è di circa due marchi e 28 centesimi.
Non dimentichiamo che le imprese statali (come la Luftwaffe, la stessa Todt, l'esercito, gli armamenti, l'organizzazione Speer, etc.), evidentemente, avevano tutto da guadagnare su un lavoro effettuato gratuitamente.
Hannah Arendt, al contrario di quanto appena riportato, sostiene che i campi di concentramento come istituzione non sono stati creati in vista di una possibile prestazione produttiva, dato che la loro unica funzione economica permanente è stata quella di finanziare l'apparato di sorveglianza; quindi, per quanto concerne l'economia, essi esistono principalmente per sé stessi. L'Arendt ritiene, dunque, che questi lager siano autarchici, ma non redditizi. Qualsiasi lavoro compiuto all'interno dei lager, spiega ancora la Arendt, potrebbe essere stato fatto meglio e con minor spesa in condizioni diverse. L'Arendt, a conferma della sua tesi, porta a testimoniare Bruno Bettelheim, il quale sostiene che "gran parte del lavoro imposto nei lager era inutile, o superfluo, o così malamente progettato che doveva essere fatto due o tre volte. Particolarmente, i nuovi detenuti erano obbligati ad adempiere mansioni assurde... Essi si sentivano degradati... e preferivano addirittura un lavoro più pesante quando produceva qualcosa di utile".
Arendt sostiene che l'inutilità del lavoro coatto, presente anche all'interno del sistema staliniano, fu portato all'estremo, fino all'aperta anti-utilità quando nel bel mezzo della guerra, malgrado la scarsezza di materiale edilizio e rotabile, costruirono enormi e costose fabbriche di sterminio trasportando milioni di persone avanti e indietro.
Probabilmente, a un livello potenziale il piano economico era strutturato in modo efficiente e apparentemente indistruttibile, ma a un livello di attualità questo fallisce dopo pochi anni (troppi in realtà se consideriamo il numero d'innocenti che hanno dovuto pagare con la vita fisica e/o psichica). Dunque, in conclusione, possiamo riassumere in sintesi sostenendo che coloro che hanno ideato la potenza del sistema concentrazionario non sono stati seguiti a ruota dagli uomini comuni che avrebbero dovuto attuare concretamente l'idea dello sterminio fisico remunerativo.
Quindi, i detenuti hanno senza dubbio, almeno in molti casi (in quelli, cioè, dove il Lagerführer non aveva agito diversamente dal piano originale) contribuito a mantenere il Reich, e quindi, paradosso dei paradossi, la stessa guerra e ideologia che li aveva resi schiavi e privati dell'individualità.

## Distruzione del soggetto di diritto

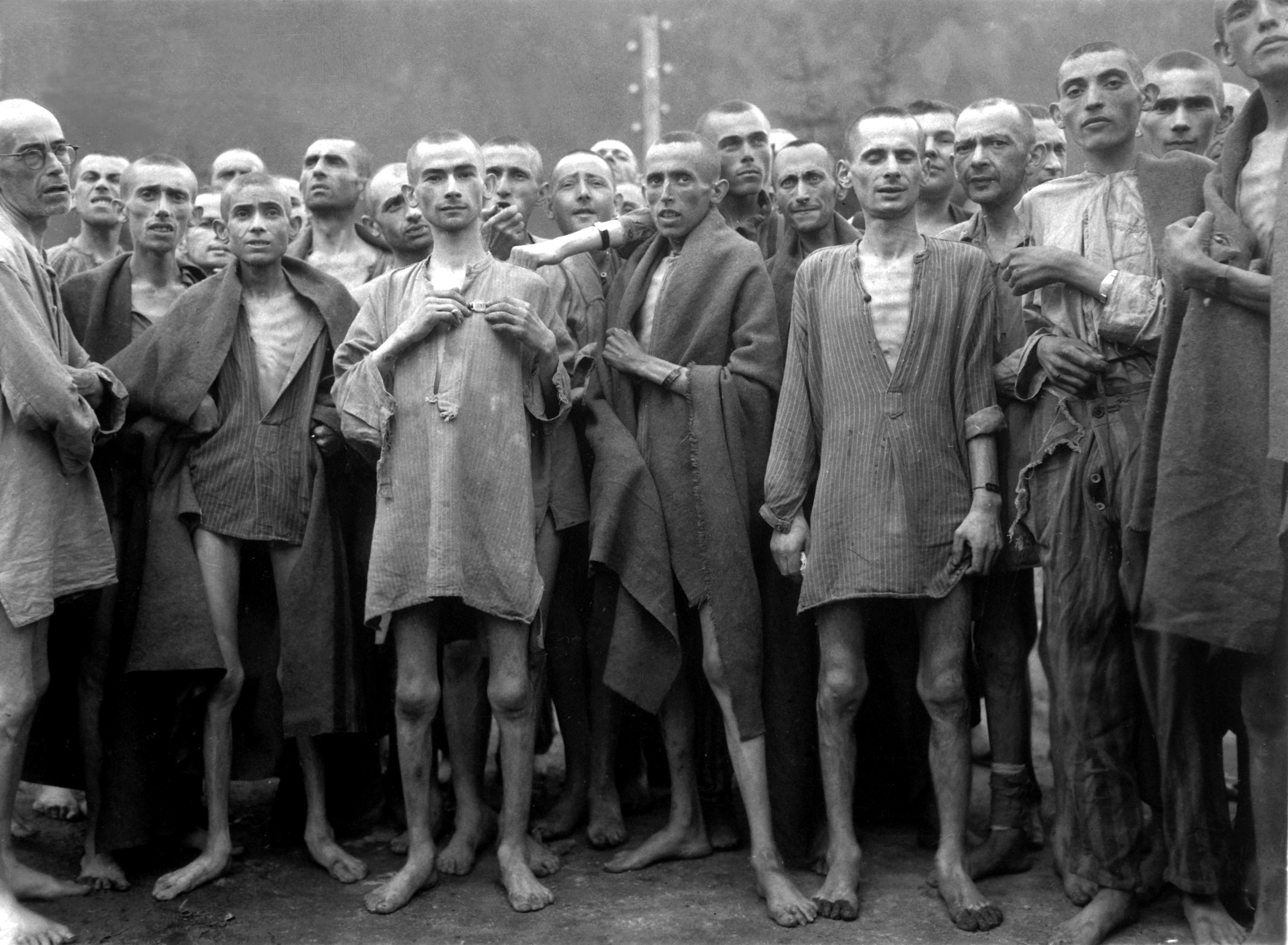
Prigionieri sofferenti di inedia, nel campo di concentramento di Ebensee, 7 maggio 1945. Ebensee era un sotto-campo del campo principale Mauthausen, liberato dalla 80ª Divisione.

Un altro tema fondamentale è quello inerente alla distruzione del soggetto di diritto che è nell'uomo. La distruzione dei diritti della persona è considerato il primo passo verso il dominio totale.
Infatti, l'unica cosa irrealizzabile era ciò che rendeva sopportabili le concezioni tradizionali del castigo: il giudizio universale, l'idea di un principio assoluto di giustizia, associato all'infinita possibilità della grazia. Perché nella valutazione umana non c'è delitto o peccato che sia commisurabile con le pene eterne dell'inferno. Di qui il turbamento del buon senso, che si chiede: che cosa devono aver commesso queste persone per dover soffrire in modo così inumano? Di qui anche l'assoluta innocenza delle vittime: nessun uomo ha mai meritato un trattamento simile, e c'è mancanza di accuse di reato. Di qui, infine, la grottesca casualità della scelta degli internati dei lager nel perfetto stato di terrore e ingiustizia, che poteva essere inflitta a chiunque.

### Mescolanza di delinquenti con non delinquenti
Un ordine di considerazioni è relativo alle conseguenze derivanti dalla mescolanza di delinquenti comuni con le altre categorie d'internati.
Ogni prigioniero aveva un incarico affidatogli dalle SS. Fra gli incarichi assegnabili ce n'erano alcuni peculiari, ma non esclusivi, degli internati "criminali comuni"; si tratta delle cariche di "blokowy", "kapò" e "oberkapo".
Mettere insieme i delinquenti comuni con le altre categorie d'internati mostra a queste ultime con agghiacciante evidenza che sono scese al più basso livello della società, e, più tardi, che hanno ogni ragione di invidiare il ladro o l'assassino più losco, che almeno è punito per qualche reato che ha commesso. A porre i criminali in una posizione direttiva non è tanto l'affinità fra essi e il personale di vigilanza, quanto il fatto che soltanto il loro internamento è in relazione con una determinata attività: essi perlomeno sanno perché si trovano in un lager e quindi hanno conservato un residuo della loro personalità giuridica. Per gli internati politici ciò è solo soggettivamente vero: le loro azioni - e di conseguenza le loro pene - non sono di regola previste dal normale sistema legale del paese né giuridicamente definibili.
Lo stesso Bettelheim descrive, a questo proposito, la stima di sé manifestata dai criminali comuni in confronto a quelli che non avevano fatto nulla per essere stati arrestati (primi fra tutti i rastrellati). Questi erano meno capaci di resistere allo shock iniziale e i primi a cedere alla disintegrazione della personalità. Bettelheim attribuisce questo fatto alla loro origine borghese o piccolo borghese.

### Uccisione della personalità
Il passo successivo nella preparazione dei cadaveri viventi era l'uccisione della personalità morale. Ciò si otteneva impedendo, per la prima volta nella storia, il martirio, la testimonianza. Bettelheim lo dimostra chiedendosi "quante persone nel lager credono ancora che una protesta abbia importanza storica? Questo scetticismo è il vero capolavoro delle SS. La loro grande realizzazione. Esse hanno corrotto ogni solidarietà umana. Qui la notte è scesa sul futuro. Quando non rimangono testimoni, non ci può più essere testimonianza. Dimostrare quando la morte non può più essere rimandata è un tentativo di dare alla morte un senso, di agire oltre la propria morte. Per avere successo un gesto deve avere un significato sociale. Ci sono qui centinaia di migliaia di noi, tutti viventi in assoluta solitudine. Ecco perché siamo sottomessi, qualunque cosa accada".
I lager e l'assassinio degli avversari politici erano soltanto una parte dell'oblio organizzato che, oltre a colpire gli strumenti dell'opinione pubblica come il discorso e la stampa, si estendeva alle famiglie e agli amici delle vittime. Il mondo occidentale, anche nei suoi periodi più tenebrosi, aveva fino ad allora concesso al nemico ucciso il diritto al ricordo come evidente riconoscimento del fatto che tutti siamo uomini (e soltanto uomini). Rendendo anonima persino la morte (con l'impossibilità di accertare se un prigioniero era vivo o deceduto), i lager la spogliavano del suo significato di fine di una vita compiuta. In un certo senso, essi sottraevano all'individuo la sua morte, dimostrando che a partire da quel momento niente più gli apparteneva ed egli non apparteneva più a nessuno. La morte non faceva altro che suggellare il fatto che quell'individuo non era realmente mai esistito.
A quest'attacco contro la personalità morale avrebbe ancora potuto opporsi la coscienza dell'uomo, che gli ricordava che era meglio morire da vittima piuttosto che vivere da burocrate dell'assassinio. Il terrore totalitario ottenne il suo più terribile trionfo quando riuscì a precludere alla personalità morale una via d'uscita individualistica, rendendo le decisioni della coscienza assolutamente problematiche e ambigue.
Le SS coinvolgevano nei loro delitti gli internati affidando loro la responsabilità di una notevole parte dell'amministrazione: fra gli incarichi affidati agli internati esistevano pure i ruoli di "stubendienst", "blockalteste", "blockschrieber", "aufraumungskommando",
"sonderkommando".
I detenuti erano, così, posti di fronte all'insolubile dilemma di mandare alla morte i propri amici, familiari o compagni o di contribuire, comunque, all'uccisione d'altri uomini: erano costretti in ogni caso a comportarsi come degli assassini. In questo modo, l'odio era deviato dai veri colpevoli (tanto che i Kapò erano più odiati delle SS), ma quel che più conta, si annullava la distinzione fra persecutore e perseguitato, fra carnefice e vittima.
Una volta uccisa la personalità morale, l'unica cosa che ancora impedisca agli uomini di diventare dei cadaveri umani è la differenziazione dell'individuo, la sua peculiare identità. I metodi usati per distruggere l'unicità della persona umana erano numerosi. Essi cominciavano con le mostruose condizioni del trasporto nei lager, durante il quale centinaia di esseri umani erano stipati in un carro bestiame, assetati e affamati, senza sapere dove venivano portati e quale sarebbe stata la loro fine; continuavano, dopo l'arrivo al campo, col ben organizzato shock delle prime ore, con la depilazione completa di ogni parte del corpo, con la grottesca divisa e finivano nelle inimmaginabili torture, calcolate in maniera tale da non uccidere il corpo, perlomeno non rapidamente.
Si tratta evidentemente di un tipo di tortura, irrazionale e sadico, usato nei lager nazisti come nei sotterranei della Gestapo e compiuto soprattutto dalle SA, che non perseguiva alcuno scopo, e non era sistematico, ma dipendeva dall'iniziativa di elementi prevalentemente anormali.
Il vero orrore, spiega Hannah Arendt, cominciò tuttavia quando le SS assunsero l'amministrazione dei campi. La vecchia spontanea bestialità lasciò il posto a una distruzione assolutamente fredda e sistematica di corpi umani, intesa ad annullare la dignità umana; la morte era evitata o rimandata indefinitamente. I lager non furono più "parchi di divertimento per bestie in sembianze umane", cioè per uomini il cui vero posto sarebbe stato nei manicomi e nelle prigioni. Essi diventarono l'esatto opposto: si trasformarono in piazze d'armi, su cui uomini perfettamente normali venivano addestrati a essere membri di pieno diritto delle SS. L'uccisione dell'individualità, dell'unicità, la quale è foggiata in parti uguali dalla natura, dalla volontà e dal destino, ed è diventata una premessa così evidente di tutte le relazioni umane che persino i gemelli identici ispirano un certo disagio, suscita un orrore che mette in ombra lo sdegno della persona giuridico - politica e la disperazione della persona morale.

### Psicodinamica da situazioni estreme
Dopo l'uccisione della persona morale e l'annientamento della persona giuridica, la distruzione dell'individualità riesce quasi sempre. Presumibilmente si troverà qualche legge della psicologia di massa, capace di spiegare perché milioni di uomini si lasciarono portare incolonnati senza resistere nelle camere a gas, anche se tale legge non spiegherà altro che l'annullamento dell'individualità.
"Il trionfo delle SS" - scrive David Rousset - "esige che la vittima torturata si lasci condurre al capestro senza protestare (...). E non è per nulla. Non è gratuitamente, per puro sadismo, che le SS vogliono questa disfatta. Esse sanno che il sistema il quale riesce a distruggere la vittima prima che salga al patibolo (...) è incomparabilmente migliore per tenere tutto un popolo in schiavitù (...). Nulla è più terribile di queste processioni di persone che vanno alla morte come manichini. Chi le vede si dice: per essere ridotti così, quale potenza deve nascondersi nelle mani dei padroni. E volta la testa, pieno d'amarezza, ma sconfitto".

## La violenza dei nazisti nei lager
La violenza dei nazisti sui prigionieri era parte della vita quotidiana. Gli internati nei lager erano continuamente soggetti a violenza, esperimenti su cavie umane, violenza sulle donne e violenza sui morti.

### Le punizioni corporali
Le punizioni corporali erano inflitte per futili motivi, come non essere allineato bene all'appello, non aver svolto un lavoro bene come volevano le SS, non aver sistemato bene il posto letto. Le punizioni consistevano in percosse, spesso mortali. Le punizioni più frequenti erano le frustate e le manganellate, eseguite durante l'appello in presenza di tutti i deportati, per dare l'esempio. I colpi non dovevano superare 25 di numero, e poi i colpevoli venivano chiusi senza assistenza per trenta giorni nel blocco della morte.

Un'altra pena consisteva nell'appendere la vittima a un palo, con le mani dietro la schiena, con conseguente slogatura e rottura dei tendini delle braccia, che comportava l'inabilitazione al lavoro e quindi l'avviamento del colpevole alla camera a gas.

Un'altra punizione era la reclusione in una cella di un metro quadrato chiamata Stehzelle, nella quale si era costretti a rimanere in piedi, al buio, con poca aria e senza potersi muovere per giorni o addirittura settimane. All'uscita non si poteva più stare in piedi e quindi, essendo inabile al lavoro, si veniva avviati alla camera a gas.
In alcuni lager i colpevoli venivano incatenati a un muro e fatti sbranare dai cani.

### La violenza sulle donne

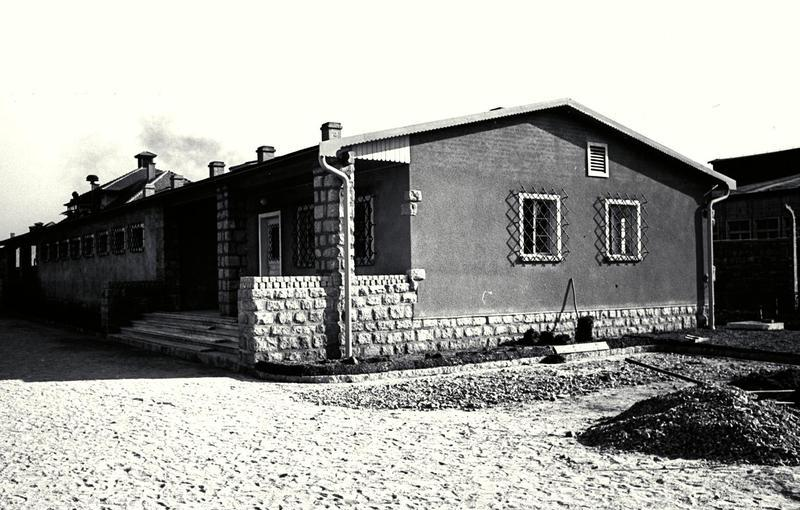
Il bordello del lager di Mauthausen

Su esempio del campo modello di Dachau, dal 1943, su consiglio di Himmler, memore del Salone Kitty, per incentivare la scarsa produttività dei forzati al lavoro, fu forzata anche la prostituzione nei bordelli dei lager, aperti solo per guardie, Kapò e alcune categorie di detenuti.
Nel lager di Ravensbrück, ci furono delle partorienti clandestine fino all'autunno del 1944.

### Esperimenti nazisti su esseri umani
Gli esperimenti nazisti su esseri umani nei lager riguardano esperimenti sulle grandi altezze, sul congelamento, sulla potabilità dell'acqua marina, ustioni e avvelenamenti sperimentali con il fosgene e l'iprite, ricerche sul tifo petecchiale, esperimenti sugli omosessuali, tecniche e pratica della castrazione nell'uomo e nella donna, esperimenti sulla dissenteria, febbre gialla, tubercolosi sui bambini, condotti dal medico Kurt Heissmeyer, epatite virale, esperimenti sui gemelli e sui nani, infezioni sperimentali nell'uomo per lo studio dei sulfamidici, fratture e trapianti sperimentali di ossa, raccolta di scheletri e di crani, esperimenti con i veleni, esperimenti di vivisezione, esperimenti sui gruppi sanguigni, esperimenti psichiatrici, esperimenti ginecologici, esperimenti sulla denutrizione.

### La violenza sui morti: l'estrema spoliazione
Prima di finire nei lager, i deportati erano privati dei propri beni, ossia denaro, oro di famiglia e gioielli, conti bancari, e la casa di proprietà, che veniva venduta. Una volta arrivati nei lager, l'operazione era portata a termine togliendo loro tutto: vestiti, scarpe, fedi, valigie, e anche i capelli, che erano rasati; i russi trovarono solo ad Auschwitz centinaia di migliaia di vestiti da uomo, 800.000 abiti da donna e più di 6.000 chili di capelli. I capelli delle vittime erano venduti alla ditta Alex Zink che li usava per fabbricare della tela di crine. Nelle fabbriche di lavoro forzato veniva rubato il salario, e oltre ai beni materiali la vita nel lager era strutturata in modo che ai deportati venisse tolta anche l'umanità, la personalità e la dignità. Quando prima o poi gli internati venivano avviati alle camere a gas, veniva tolta loro anche la vita. E anche a quel punto, a molti internati poteva ancora essere tolto altro: alle persone morte estratte dalle camere a gas, infatti, veniva guardato in bocca, e se avevano capsule d'oro sui denti, il corpo veniva steso su un tavolo anatomico e i denti ricoperti d'oro erano estratti con delle pinze.

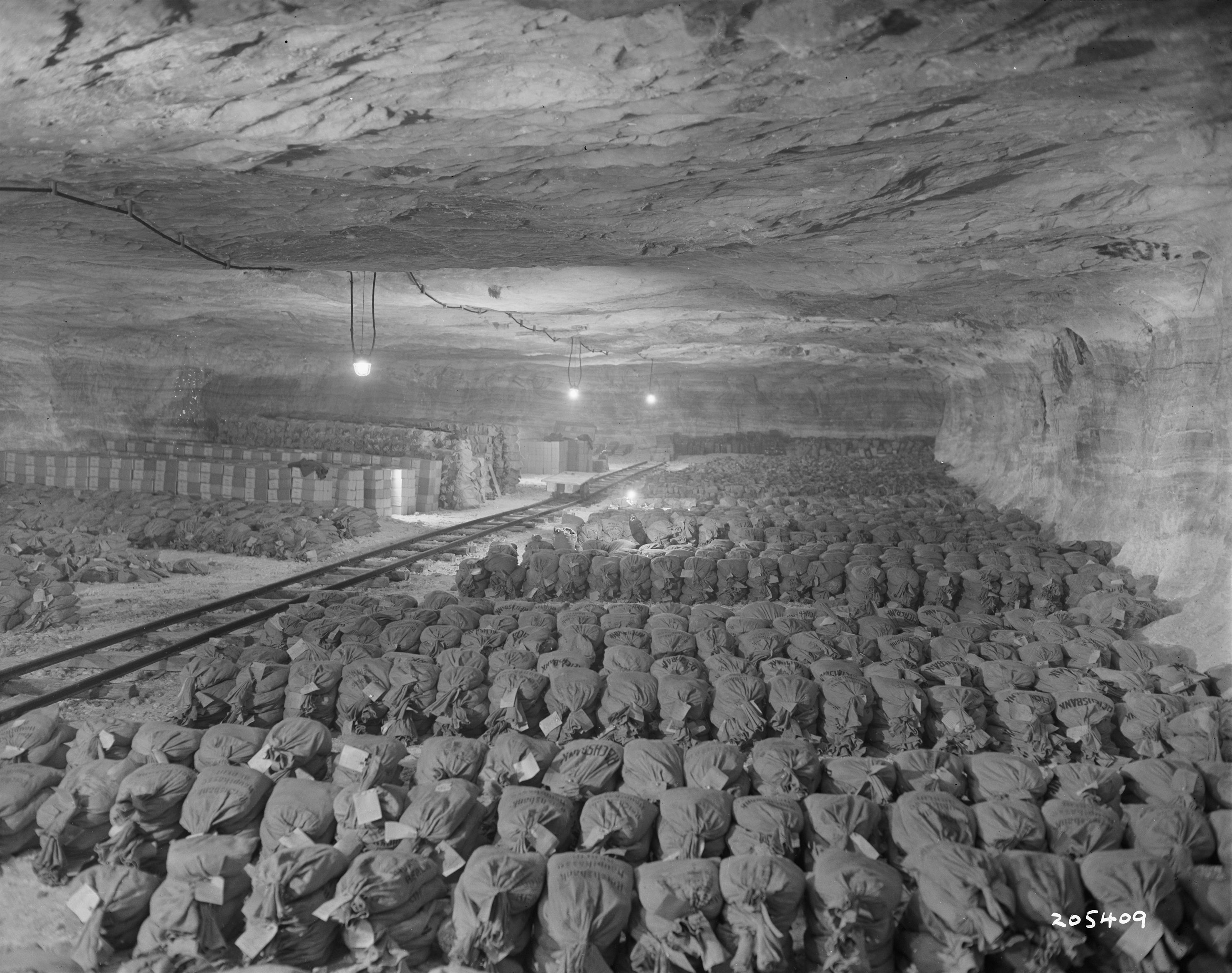
La ricchezza del III Reich, bottino delle SS e dipinti del museo di Berlino, scoperti dalla 90ª Divisione, dell'esercito statunitense, seppellito in una miniera di sale a Merkers

Quest'oro ricavato dai denti in parte è stato trasformato in lingotti, ed è andato a rimpinguare l'oro nazista che Joseph Goebbels fece nascondere in una miniera di sale di Kaiseroda, nei pressi di Merkers, assieme a gioielli, fedi nuziali, medaglioni, protesi dentarie in oro e altri oggetti d'oro, barre di platino e d'argento, diamanti, soldi stranieri in contanti, centinaia di antichi dipinti di grande valore.
L'inventario indica che vi erano 8.198 barre di lingotti d'oro, 55 scatole di lingotti d'oro con imballaggio, centinaia di sacchi di oggetti in oro, oltre 1.300 borse di Reichsmark d'oro, sterline d'oro, inglesi e franchi francesi d'oro, 711 borse di pezzi da venti dollari americani in oro, centinaia di sacchi di monete d'oro e d'argento, centinaia di sacchi di valuta estera, 9 sacchetti di monete di valore, 2.380 borse e 1.300 scatole di Reichsmark (2.76 miliardi di marchi), 20 barre d'argento, 40 sacchi contenenti 63 barre d'argento, scatole e 55 sacchi di piatto d'argento, 1 borsa contenente sei barre di platino e 110 borse di diversi paesi.
Questo ghiotto e macabro tesoro è stato in parte incamerato dalle banche svizzere e in parte suddiviso fra gli alleati. Parte di questo tesoro depredato sarebbe in fondo al lago Toplitz, in Austria, ma non è stato mai trovato.

## Musica nei lager
Un giorno fu riferito a un gerarca nazista che gli ebrei internati nei lager erano "tristi", e lui consigliò di far suonare loro della musica.
Agli internati musicisti fu dato il permesso di suonare sia musica di compositori noti sia proprie composizioni, come Un sopravvissuto di Varsavia.
Esistevano due tipi di musica nei lager. Da una parte, la musica imposta, strumento di oppressione, i cui motivi ammessi erano solo una dozzina, ogni giorno gli stessi, suonati mattina e sera: marce e canzoni popolari care della tradizione nazista e talvolta usata per accompagnare le esecuzioni capitali. Dall'altra, a questo tipo di esecuzioni si contrappone un altro tipo di musica, quella organizzata dai prigionieri nei ghetti e nei lager. Attraverso la musica i deportati suonavano le proprie paure, la speranza, la protesta e cercavano di dimenticare, per breve tempo, la propria condizione di prigionieri. La musica diventò così una forma di sopravvivenza nel lager.

## Campi di concentramento a confronto
La struttura e l'economia del lavoro forzato diventarono parti integranti, seppure separate, del modello di sviluppo della società tedesca dal 1933 al 1945 e di quella sovietica dal 1918 al 1956. Questo aberrante fenomeno impose tempi e modi di produzione del tutto particolari, tecniche amministrative e organismi burocratici fondati sul più spietato autoritarismo, norme e obiettivi che trasformarono i lager e i gulag in campi di sterminio attraverso il lavoro.

La differenza fra il lager e il gulag sovietico era principalmente legata al fatto che mentre all'interno del programma tedesco il destino per la maggior parte dei detenuti era l'eliminazione fisica, in forma più o meno diretta, con l'unica vera eccezione dei detenuti per reati "comuni", nel caso sovietico l'obbiettivo era principalmente lo sfruttamento intensivo e la cancellazione della personalità dell'internato, che però poteva sperare in una possibilità reale di liberazione, in forme e tempi diversi. Il fenomeno del gulag sovietico si distinse inoltre da quello dei lager nazisti sia per la maggiore varietà nella tipologia di campi sia per la variazione di condizioni e sfruttamento nel tempo, essendosi sviluppato su un orizzonte temporale molto più ampio. All'interno del regime comunista si dovevano distinguere tre categorie di detenuti. Anzitutto, c'erano i detenuti che vivevano in relativa libertà ed erano condannati a periodi limitati di detenzione ed erano quelli condannati per reati comuni, come ladri, assassini, prostitute, "socialmente vicini" agli ideali sovietici, che avevano un trattamento migliore rispetto ai detenuti politici e che nel lager continuavano indisturbati a perpetrare impunemente furti e omicidi ai danni dei condannati per reati politici. Poi, c'erano i detenuti politici che erano sfruttati senza pietà e tra loro il tasso di mortalità era molto elevato, erano sistematicamente eliminati dalla denutrizione e dalla mancanza di cure. Infine, c'erano i pridurki, lavoratori esentati dai lavori "comuni" perché addetti a lavori meno faticosi come gli addetti manutenzione del campo, i fornai, i cuochi, le lavandaie, i magazzinieri, gli infermieri, gli educatori, i parrucchieri, i contabili. La differenza è insita, dunque, nell'organizzazione, nell'idea per cui si uccide, nel luogo fisico in cui si uccide, o anche nella lingua o nel silenzio con cui si uccide, ma soprattutto nel fatto che nel caso tedesco la morte era la fine prevista, mentre in quello sovietico era una conseguenza di condizioni di lavoro a volte terrificanti, di un trattamento alimentare e assistenziale estremamente scadente, mentre l'eliminazione fisica, quando prevista dalla condanna penale, prevedeva tipicamente un'esecuzione diretta.

## Resistenza nel lager

### L'evasione di massa da Sobibór
Nel Campo di sterminio di Sobibór, il 14 ottobre 1943, alcuni membri di un'organizzazione interna segreta con a capo l'ufficiale dell'armata rossa Aleksandr Pečerskij, riuscirono a uccidere 11 guardie delle SS e un certo numero di guardie ucraine: sebbene il loro piano consistesse nell'uccidere tutto il personale delle SS e fuggire in massa dal campo, tali uccisioni vennero scoperte anticipatamente rispetto ai piani, e gli internati iniziarono a fuggire sotto i colpi di fucile delle altre guardie. Circa metà dei 600 internati a Sobibór riuscirono a fuggire dal campo; tuttavia la gran parte venne ripresa e fucilata nei giorni successivi, ma circa 50 riuscirono a sopravvivere alla guerra. I nazisti decisero perciò di chiudere e smantellare il campo, e cercarono di occultare il luogo, piantando centinaia di alberi.

### Non collaborazione e sabotaggio dei militari italiani
In seguito all'armistizio dell'8 settembre del 1943, circa un 50% dei soldati dell'Esercito italiano abbandonò le armi e in abiti civili tornò alle proprie case, una parte si diede alla macchia dando vita alle prime formazioni partigiane, e un'altra costituì l'esercito della repubblica di Salò. I nazisti catturarono oltre 600.000 soldati italiani, che furono deportati e destinati a diversi lager con la qualifica di internati militari italiani (I.M.I.).
I militari italiani furono destinati ai lavori forzati ma attuarono una forma di resistenza fondata sulla non-collaborazione.
Alessandro Natta nel suo libro L'altra resistenza, i militari italiani internati in Germania, descrive come fu attuata la non collaborazione, la resistenza di fronte alle lusinghe e alle minacce, il rifiuto del lavoro, il sabotaggio. Il campo di concentramento non fu solo il luogo della battaglia per la dignità del soldato italiano, per la salvaguardia della sua identità umana prima ancora che morale, ma è una vera e propria «scuola di democrazia», che venne usata dopo la caduta del fascismo e nel nazismo.

## Eliminazione delle tracce

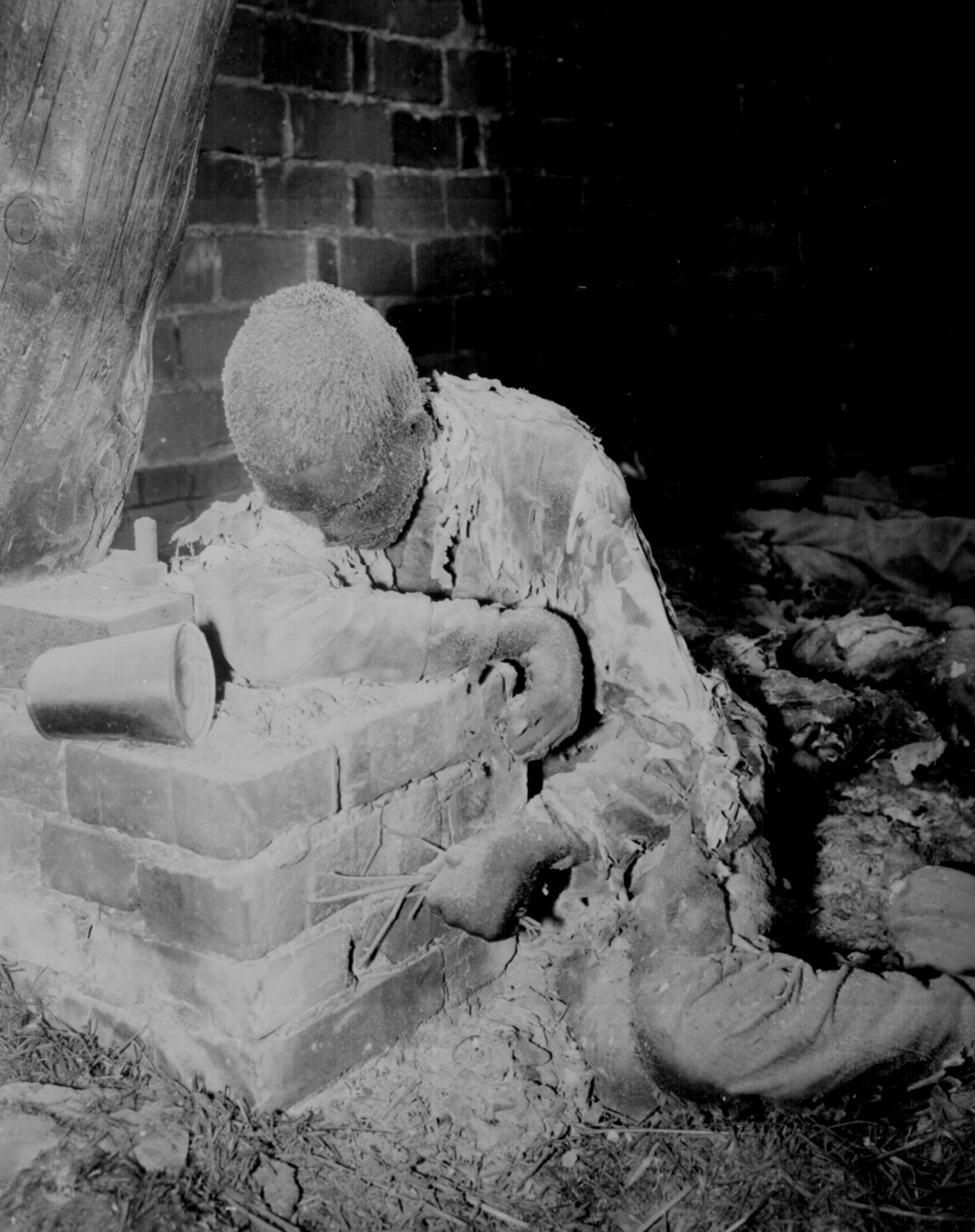
Uno dei 150 prigionieri bruciati vivi dalle SS naziste a Gardelegen, 16 aprile 1945

Il governo tedesco cercava di ingannare l'opinione pubblica sulle deportazioni: nel 1944, ad esempio, fu usato il campo di Theresienstadt per dissipare le voci d'allarme, relative ai campi di sterminio, dei rappresentanti della Croce Rossa internazionale: furono invitati a visitarlo, ritrovandosi tra negozi, unità abitative pulite e non affollate, e perfino un coro di bambini. Tutto falso e costruito appositamente all'interno del perimetro del campo, per dare l'idea che il lager fosse in realtà un villaggio che i nazisti avevano donato agli ebrei.

Negli ultimi giorni di guerra i tedeschi, non avendo tempo di aspettare che i prigionieri morissero di fame, iniziarono a ucciderli con colpi di arma da fuoco, ma i proiettili iniziarono a scarseggiare, e quindi si misero a bruciare le baracche con dentro i prigionieri vivi. I tedeschi cercarono di eliminare ogni traccia dei massacri compiuti, dai documenti ai cadaveri, mediante cremazione e dispersione delle ceneri. Per alcuni decenni le fonti principali sullo sterminio sono state le fotografie scattate dai soldati americani, russi e inglesi e le centinaia di testimonianze orali e scritte di chi è sopravvissuto, gli oggetti ritrovati, le confessioni degli stessi addetti alla sorveglianza e alla manutenzione dei campi, delle Einsatzgruppen (Squadre della morte) durante il processo di Norimberga e i processi secondari di Norimberga, fra cui il Processo agli Einsatzgruppen, i filmati. In anni più recenti si sono aggiunti alcuni importanti studi chimico-ingegneristici sulle ceneri, sulle ossa e sui reperti anatomopatologici delle camere a gas e dei forni crematori. Cercando di negare le prove evidenti dell'attività criminale nazista è nata una teoria chiamata negazionismo dell'Olocausto.

## La liberazione dei lager nazisti
I militari sovietici furono i primi a liberare i campi più vicini a loro, raggiungendo quello di Majdanek, vicino a Lublino in Polonia, a luglio del 1944. Le SS-Totenkopfverbände avevano cercato di distruggere le prove dello sterminio: il personale aveva dato alle fiamme il crematorio, ma nella fretta non distrussero le camere a gas, che quindi rimasero integre. Nell'estate del 1944, i militari sovietici trovarono anche i resti dei campi di sterminio di Belzec, Sobibor e Treblinka, che erano stati smantellati.

I militari sovietici arrivarono ad Auschwitz, campo di concentramento e di sterminio, nel gennaio del 1945. I tedeschi prima di scappare avevano distrutto i magazzini, ma nella fretta di fuggire erano rimasti intatti quelli che conservavano gli oggetti personali delle persone assassinate: i russi scoprirono centinaia di migliaia di abiti civili da uomo, più di 800.000 vestiti da donna e più di 6.000 chili di capelli.

I militari sovietici liberarono anche altri campi che si trovavano negli Stati Baltici e in Polonia e il campo di concentramento di Stutthof, di Sachsenhausen e di Ravensbruck.
I militari statunitensi l'11 aprile 1945, liberarono dal campo di concentramento di Buchenwald, vicino a Weimar, più di 20.000 persone. In seguito scoprirono il campo di concentramento di Dora-Mittelbau, di Flossenburg, Dachau e Mauthausen.
I militari inglesi liberarono diversi campi di concentramento come Neuengamme e Bergen-Belsen, a metà aprile del 1945.
Moltissime persone di religione ebraica, dopo la loro liberazione dai lager, non poterono rientrare nelle proprie case e quindi decisero di andare in Palestina, coadiuvati dall'organizzazione chiamata Berihah, fino all'istituzione e al riconoscimento internazionale dello Stato di Israele.

## Condanna
Il 30 settembre 1946, i giudici del tribunale del Processo di Norimberga condannarono le SS, dichiarandole un'organizzazione criminale. I giudici sottolinearono questa sentenza dichiarando che: le SS vennero usate per scopi che erano criminali, che comprendevano: la persecuzione e lo sterminio degli ebrei, brutalità ed esecuzioni nei campi di concentramento, eccessi nell'amministrazione dei territori occupati, l'amministrazione del programma di lavoro schiavistico e il maltrattamento e assassinio di prigionieri di guerra (IMT, 1946, Vol. XXII, p. 516, in: Höhne, 1969, p. 3). La sentenza continuava dichiarando che il sospetto di crimini di guerra avrebbe coinvolto tutte le persone che erano state ufficialmente accettate come membri delle SS... che divennero o rimasero membri dell'organizzazione sapendo che veniva usata per commettere atti dichiarati criminali dall'articolo 6 dello statuto di Londra sui crimini di guerra (International Military Tribunal, 1947-1949, Vol. XXII, p. 517 in: Höhne, 1969, p. 3).

## Restituzione dei beni rubati
È stata chiesta la restituzione dei beni rubati ai sopravvissuti e ai figli delle vittime. Anche in Italia è stata chiesta la restituzione dei beni delle persone di religione ebraica spoliate, e la restituzione dell'oro rubato. Alcune persone del governo austriaco hanno chiesto la restituzione di un quadro rubato, un Klimt è stato restituito.

## Risarcimento
Il 22 ottobre 2004 la Corte Costituzionale italiana emette una sentenza che di fatto permette, alle vittime italiane dei lager, di agire in giudizio contro la Germania per ottenere i risarcimenti per il danno subito.
È stato istituito un archivio generale dei beni confiscati agli ebrei, in base al quale verranno attuate le restituzioni e i risarcimenti.

## Riconoscimenti
Affinché non vengano ripetute le azioni compiute dai nazisti nei dodici anni del loro governo è stato istituito il Giorno della Memoria, che cade il 27 gennaio, in Israele è una festività e si chiama Yom HaShoah.
Gli Israeliani hanno conferito il titolo onorifico di Giusto tra le nazioni a tutte quelle persone che hanno combattuto per salvare vite umane dalla Shoah e in Italia il Giardino dei Giusti del Mondo, che intende ricordare tutte le persone che si sono attivamente opposte a qualche genocidio nel mondo, in qualsiasi tempo.

## Filmografia
- Kapò. Gillo Pontecorvo. 1959.

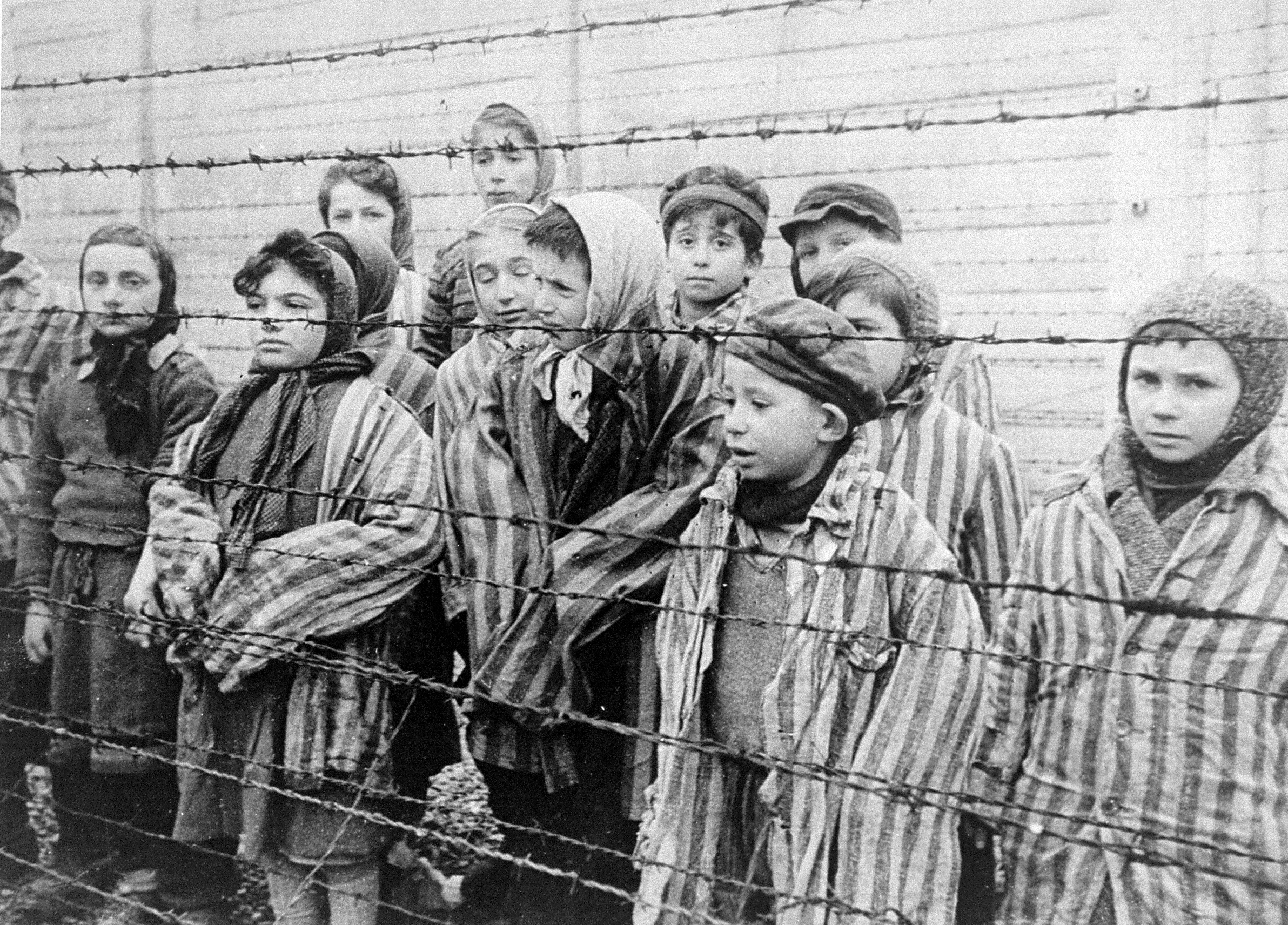
Bambini detenuti ad Auschwitz

- Pasqualino Settebellezze. Lina Wertmüller. 1976.
- Shoah. Claude Lanzmann. 1985.
- La vita è bella. Roberto Benigni. 1997.
- Schindler's List. Steven Spielberg. 1993
- La zona grigia. Tim Blake Nelson. 2001.
- Il bambino con il pigiama a righe. Mark Herman. 2008.
- (IT)  Giovanni Coda, Il rosa nudo, Italia, 2013. Film ispirato all'autobiografia dell'internato "triangolo rosa" Pierre Seel.

## Musicografia
- Dio è morto. Francesco Guccini.
- Auschwitz. Francesco Guccini. Nomadi. Equipe 84[113].
- Dove si va. Nomadi.
- Imagine. John Lennon.
- Schindler's List. Colonna sonora.
- E tu ballavi. Massimo Ranieri.